# ZEMAG
Die ZEMAG (ehemals Zeitzer Eisengießerei und Maschinenbau AG) ist ein deutsches Maschinen- und Anlagenbauunternehmen mit Sitz in Zeitz, Sachsen-Anhalt.
Das Unternehmen ist vor allem als Hersteller von Maschinen, Anlagenteilen und Spezialfahrzeugen für die Montanindustrie, und hier insbesondere die Kohleindustrie, bekannt.

## Geschichte

### Gründung und Wachstum (1855–1945)

Aktie über 1000 RM der Zeitzer Eisengießerei und Maschinenbau-AG vom November 1941

Das Unternehmen entstand 1855 als kleine Maschinenwerkstatt unter der Firma Schäde & Co., Eisengießerei und Maschinenbaugeschäft (später Eisengießerei, Maschinen- und Kesselfabrik) mit anfangs nur zehn Mitarbeitern. Gründer und technischer Leiter war der Ingenieur Hermann Schäde; Compagnon war als Geldgeber der Zeitzer Stadtrat Ludwig Lange.
Durch die zunehmende Industrialisierung im umliegenden mitteldeutschen Braunkohle- und Industrierevier wuchs das junge Unternehmen schnell und produzierte Ausrüstung, Maschinen und Apparate für die Fabriken der Region. Zum 31. Dezember 1871 wurde das Unternehmen unter der Firma Zeitzer Eisengießerei- und Maschinenbau-Actiengesellschaft (ZEMAG) in eine Aktiengesellschaft umgewandelt.
Ab den 1870er-Jahren entwickelte sich die ZEMAG zum führenden Lieferanten von Ausrüstung für Brikettfabriken, insbesondere von Kohlemühlen, Kohletrocknern und Brikettpressen. Die ZEMAG war als Lizenznehmer der Erfinder Robert Jacobi (Pressen) und August Schulz (Röhrentrockner) der exklusive Hersteller dieser Technik und wirkte maßgeblich an der Weiterentwicklung der Produkte mit.
Im Jahr 1899 gründete die ZEMAG eine Zweigniederlassung in Köln-Ehrenfeld, von der aus vor allem die zahlreichen Brikettfabriken im Rheinischen Braunkohlerevier beliefert wurden.
Anfang des 20. Jahrhunderts hatte die ZEMAG an ihren beiden Standorten zusammen bereits mehr als 1200 Mitarbeiter.
Zur Absicherung der Absatzmärkte schloss die ZEMAG 1911 mit ihrem Hauptwettbewerber, der Maschinenfabrik Buckau, ein Kartellabkommen, das 1922 und 1932 erneuert wurde.
Bis zum Zweiten Weltkrieg wurde die Produktpalette kontinuierlich vergrößert. ZEMAG lieferte komplette Brikettfabriken, aber auch andere Maschinen und Anlagen für die Kohlegewinnung und -verarbeitung sowie für die sonstige Rohstoffindustrie im In- und Ausland. Auch allgemeiner Stahlbau gehörte zum Programm; zuletzt arbeitete die ZEMAG beispielsweise 1945 an der Beseitigung von Kriegsschäden an der Zeitzer Auebrücke mit.
Während des Zweiten Weltkriegs stellte die ZEMAG unter anderem mechanische Zünder für Landminen her.

### Entwicklung während der deutsch-deutschen Teilung (1945–1990)

#### VEB Zemag in der DDR
Die Situation der ZEMAG änderte sich abrupt nach dem Zweiten Weltkrieg durch die Besetzung Ostdeutschlands durch die Rote Armee im Jahr 1945. Im Juni 1946 wurde das Stammwerk in Zeitz durch die Sowjetische Militäradministration in Deutschland (SMAD) entschädigungslos enteignet und ging im Rahmen der zu leistenden Reparationsleistungen in das Eigentum der UdSSR über. Das sowjetische Generaldirektorat führte die ZEMAG als Sowjetische Aktiengesellschaft („SAG-Betrieb“) weiter.
Anfang 1954 wurde aus der ZEMAG ein Volkseigener Betrieb (VEB). Entsprechend einem Strategieplan des Rates für gegenseitige Wirtschaftshilfe (RGW) im Rahmen der Länderabstimmung im Ostblock wurde der VEB Zemag Zeitz zum wichtigsten Betrieb für die Planung, den Bau und die Ausrüstung von Braunkohlenbrikettfabriken in der DDR und in sozialistischen Nachbarländern (ČSSR, UdSSR, Ungarn, Bulgarien, …). Die VEB Zemag Zeitz baute zahlreiche Brikettfabriken, aber auch Kohleanlagen für Kraftwerke und Granulieranlagen für Kalisalz.
Ab den 1960er-Jahren kam als zweites wichtiges Standbein neben der Kohletechnik der Bau von Baggern und Kränen hinzu. Der VEB Zemag Zeitz fertigte im Rahmen der Arbeit für das Kombinat TAKRAF verschiedene Universalbagger, Raupendrehkrane, Autokrane und Turmdrehkrane in großer Zahl, zunächst nach fremder Vorgabe (z. B. des VEB Schwermaschinenbau NOBAS Nordhausen), später auch nach eigener Konstruktion.
In den 1980er-Jahren erreichte die Mitarbeiterzahl der VEB Zemag Zeitz etwa 2500 Beschäftigte; die Zemag war damit der zweitgrößte Arbeitgeber in der Industriestadt Zeitz.

#### Zemag in Westdeutschland
Nach der Enteignung des Betriebsvermögens in Ostdeutschland wurde die westdeutsche Niederlassung der ZEMAG in Köln-Ehrenfeld ab 1950 als eigenständiges Unternehmen weitergeführt. Allerdings war das Werk kriegsbedingt völlig zerstört. Das inzwischen als Tochtergesellschaft der ebenfalls nach Westdeutschland verlagerten Maschinenfabrik Buckau R. Wolf AG geführte Unternehmen war zumindest 1963 nur mit Grundstücksverwaltung beschäftigt und fungierte als Bauherrin für Werkswohnungen der Buckau R. Wolf AG. Im Jahr 1968 zog der Betrieb nach Neuss um, 1975 weiter nach Grevenbroich. Durch die Schließung vieler Kohlegruben und der dazugehörigen Brikettfabriken geriet das Unternehmen in den 1970er-Jahren zunehmend in wirtschaftliche Schwierigkeiten. 1983 wurde der Betrieb aufgelöst. Nach vollständiger Abwicklung erlosch die Firma 1986.

### Entwicklung nach der Wiedervereinigung (ab 1990)
Nach der Wende in der DDR und der Wiedervereinigung wurde der VEB Zemag Zeitz 1990 privatisiert und es entstand die ZEMAG GmbH. Trotz Rationalisierungsmaßnahmen und massivem Stellenabbau gelang es aber nicht, das Unternehmen dauerhaft wirtschaftlich zu machen. Anfang 2001 ging die ZEMAG GmbH in Konkurs.
Noch im selben Jahr gab es mit deutlich reduzierter Personalstärke unter der Firma ZEMAG-01 GmbH eine Neugründung. Auch dieser Versuch erwies sich nicht als dauerhaft tragfähig, bereits 2004 ging auch dieses Unternehmen in Insolvenz.
Seit dem 4. August 2008 existiert unter der Firma ZEMAG Maschinenbau GmbH und danach ZEMAG Clean Energy Technology GmbH wieder ein neues Maschinen- und Anlagenbauunternehmen mit Sitz bei Zeitz (im Industriepark Zeitz in Elsteraue, Ortsteil Tröglitz), das an die Tradition der ZEMAG anknüpfen möchte.

## Produkte

### Maschinen und Anlagen
Anfangs baute die ZEMAG (bzw. Schäde & Co) verschiedenste Maschinen und Apparate, darunter auch Dampfkessel und -maschinen.
Die meiste Zeit ihrer Geschichte entwickelte und baute ZEMAG vor allem Ausrüstung für Braunkohlebrikettfabriken, aber auch für andere Industrieanlagen, die Kohle oder ähnliche Schüttgüter verarbeiteten, z. B. Kohlekraftwerke, -schwelwerke, -aufbereitungs-, -verlade- und -bunkereinrichtungen.
Zu den hergestellten Komponenten gehörten:
- Zerkleinerungsanlagen (Brecher und Mühlen)
- Siebe (Walzenrost- und Schwingsiebe)
- Förder- und Dosieranlagen (z. B. Bandanlagen)
- Trockner (Röhren- und Tellertrockner)
- Granulieranlagen
- Brikettpressen

… jeweils mit dem dazugehörigen Stahlbau und Zubehör.

### Bagger und Krane
Aufbauend auf Erfahrungen aus dem Bau von Verladebrücken für Kohle baute der VEB Zemag Zeitz auch folgende Krane und Bagger in Serienproduktion in großer Stückzahl für den Bedarf der UdSSR, der DDR und anderer Länder weltweit:
- Universalbagger der 2,5-Kubikmeter-Klasse (Typen UB 162, UB 162-1, UB 266, UB 1412, UB 1412-1 und UB 1413)
- Raupendrehkrane mit 25 bis 63 Tonnen Tragfähigkeit (Typen RDK 25, 250-1, 250-2, 250-3, 280, 280-1, 300, 300-1, 400, 500, 500-1, 630, 630-1)
- Schnellmontage-Turmdrehkrane mit Tragfähigkeiten 1 bis 3,5 t (Typen Movilift 100 bis 400)

Weiterhin wurden auch vollhydraulische Autokrane mit Gittermastausrüstung (25 t Tragfähigkeit) und Teleskopausleger (20 t Tragfähigkeit) entworfen und Funktionsmuster hergestellt; diese gelangten jedoch aus politischen und wirtschaftlichen Gründen nicht in Serienfertigung.

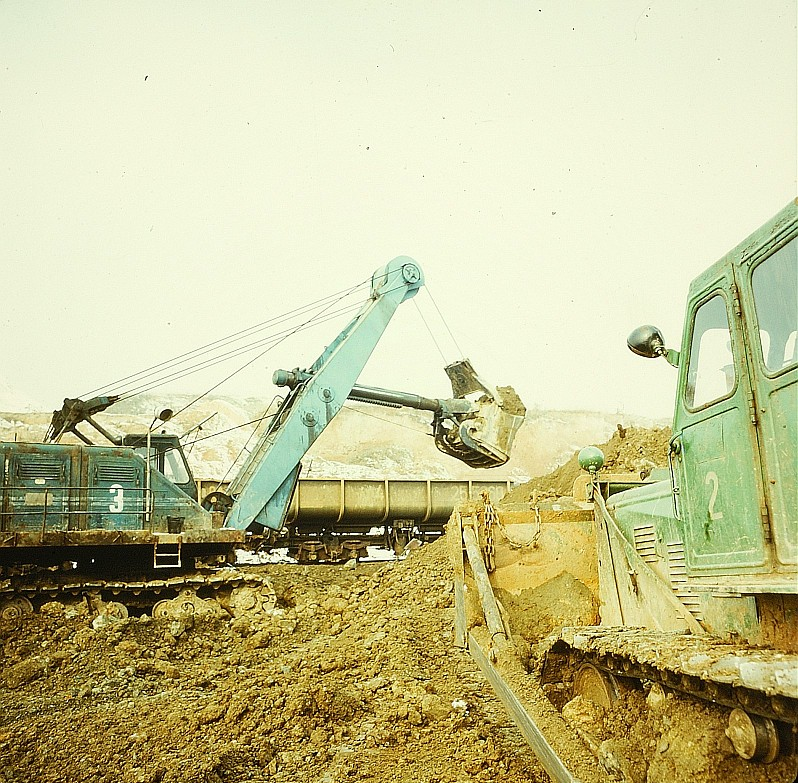
Universalbagger UB 162 mit luftgekühltem 20-Liter-Zwölfzylinder-Dieselmotor aus dem Dieselmotorenwerk Roßlau.
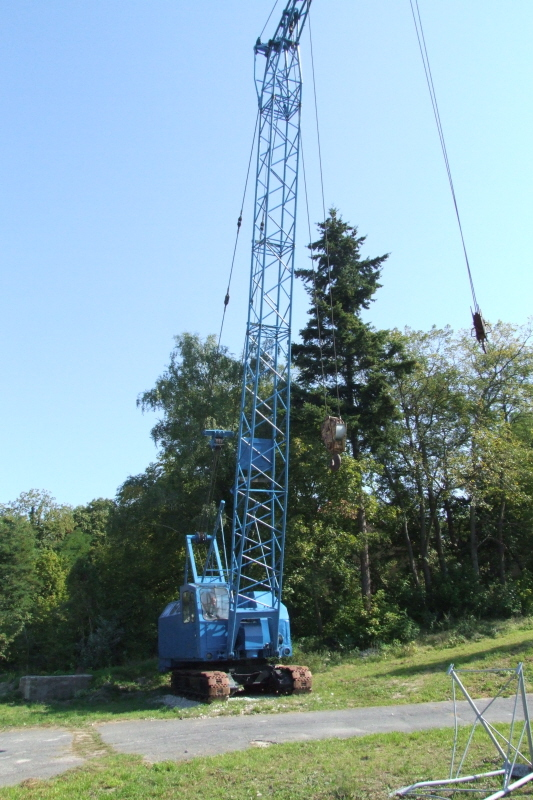
Raupendrehkran RDK im Museumspark Rüdersdorf
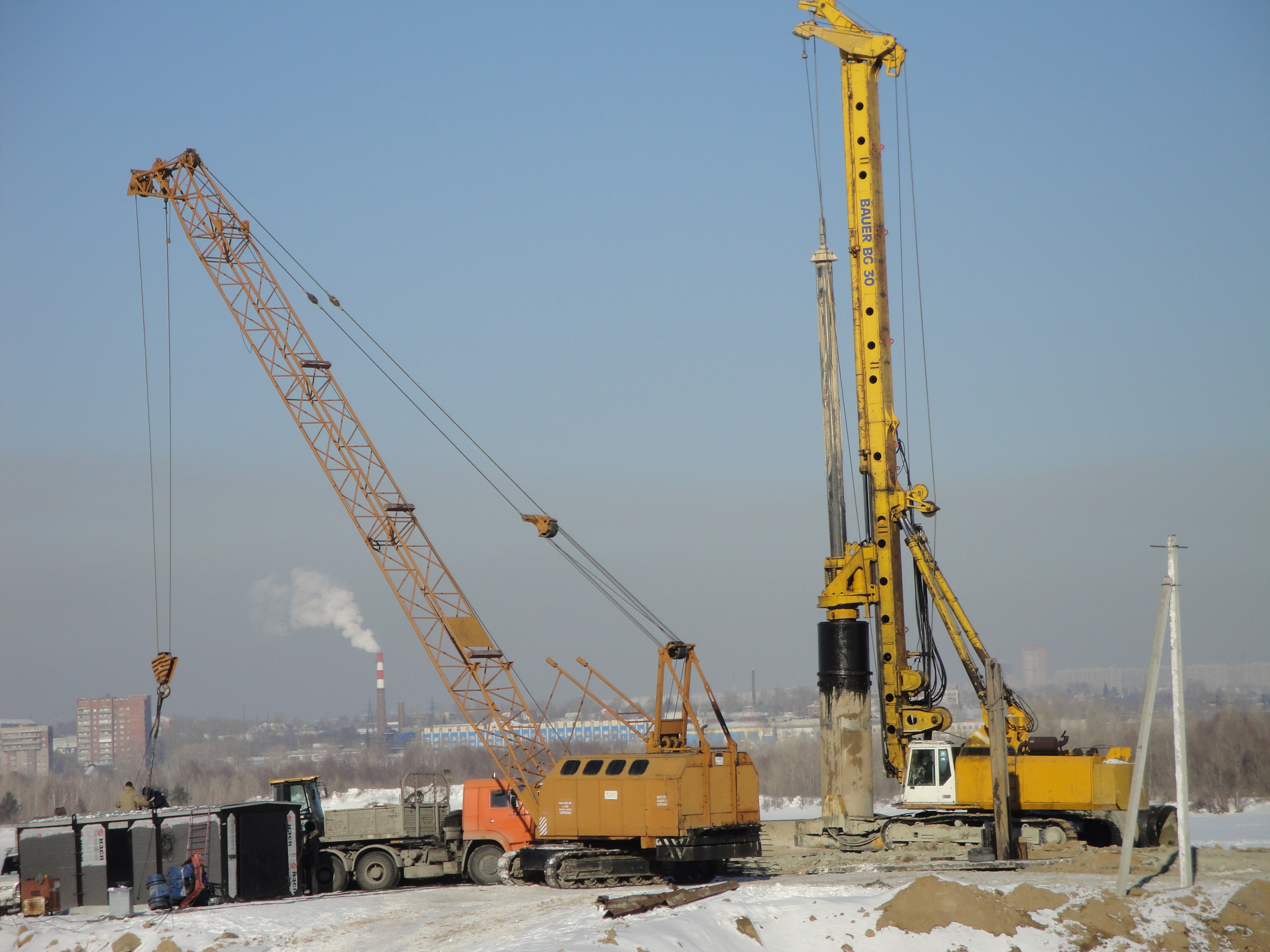
Raupendrehkran RDK 250-3 (links) im Einsatz